# Livio Melina
Livio Melina (ur. 18 sierpnia 1952 w Adrii) – włoski duchowny katolicki, rektor Papieskiego Instytutu im. Jana Pawła II dla Studiów nad Małżeństwem i Rodziną w latach 2006–2016.

## Życiorys
21 czerwca 1980 otrzymał święcenia kapłańskie i został inkardynowany do diecezji Adria. Doktoryzował się z teologii moralnej na Papieskim Uniwersytecie Laterańskim.
W latach 1984–1991 był pracownikiem Kongregacji Nauki Wiary.
Od 1991 był wykładowcą w Papieskim Instytucie im. Jana Pawła II dla Studiów nad Małżeństwem i Rodziną. W styczniu 2006 Benedykt XVI mianował go rektorem tego Instytutu. Zastąpił na tym stanowisku abpa Rino Fisichellę.